# Friedrich Benfer
Friedrich Benfer (28 de agosto de 1907 - 30 de enero de 1996) fue un actor teatral y cinematográfico alemán.

## Biografía
Su nombre de nacimiento era Federico Benfer, y nació en Nápoles, Italia. Su familia era alemana y volvió a Berlín, donde él completó sus estudios. En 1927 hizo su primera actuación cinematográfica, y al año siguiente, durante el rodaje de Die Carmen von St. Pauli, conoció a la protagonista del film, Jenny Jugo que, tras la Segunda Guerra Mundial, se casaría con él. En 1930 se interrumpió de manera provisional su carrera en el cine, pues fue contratado para actuar en el Deutsches Künstlertheater de Berlín. Las ofertas laborales, sin embargo, eran escasas, por lo que hubo de retomar su trabajo en el cine. Sus papeles más importantes los interpretó junto a Jugo, como fue en el caso de la cinta de 1936  Mädchenjahre einer Königin, de Erich Engel, en la que encarnó al príncipe Alberto de Sajonia-Coburgo-Gotha. Su última película interpretada en Alemania fue la producción de 1940 Das Herz der Königin, de Carl Froelich. 
Después se trasladó a Roma, donde trabajó en una serie de filmes con el nombre italianizado de Federico o Enrico Benfer, obteniendo, en al menos tres de ellos, una cierta popularidad: La signora di tutti (1934, de Max Ophuls), Lucrezia Borgia (1940, de Hans Hinrich), y Mamma (1941, de Guido Brignone).
Finalizada su carrera de actor, en 1942 encontró trabajo como empleado proveedor de alimentos del Reichsluftfahrtministerium y, después del 24 de octubre de 1944, día del fallido atentado contra Adolf Hitler, fue reclutado por la Wehrmacht. 
En 1950 se casó con Jenny Jugo, que con el tiempo acabaría parapléjica, viviendo el matrimonio en una granja en la Alta Baviera. Además, Benfer dirigió una compañía de procudtos químicos, Benfer Chimica, en Bazzano. Friedrich Benfer falleció en 1996 en Milán, Italia.

## Filmografía
- Ich war zu Heidelberg Student, de Wolfgang Neff (1927)
- Die Carmen von St. Pauli, de Erich Waschneck (1928)
- Die Schmugglerbraut von Mallorca, de Hans Behrendt (1929)
- Die Flucht vor der Liebe, de Hans Behrendt (1929)
- Der Bund der Drei, de Hans Behrendt (1929)
- Mon béguin, de Hans Behrendt (1931)
- Mein Freund, der Millionär, de Hans Behrendt (1932)
- Drei blaue Jungs, ein blondes Mädel, de Carl Boese (1933)
- ...heute abend bei mir, de Carl Boese (1933)
- La signora di tutti, de Max Ophuls (1934)
- Herz ist Trumpf, de Carl Boese (1934)
- Pechmarie, de Erich Engel (1934)
- Der Außenseiter, de Hans Deppe (1935)
- Kleine Mutti, de Henry Koster (1935)
- Die Nacht mit dem Kaiser, de Erich Engel (1936)
- Mädchenjahre einer Königin, de Erich Engel (1936)
- Revolutionshochzeit, de Heinz Zerlett (1937)
- Schneider Wibbel, de Viktor de Kova (1938)
- Andalusische Nächte, de Herbert Maisch (1938)
- Das Herz der Königin, de Carl Froelich (1940)
- Lucrezia Borgia, de Hans Hinrich (1940)
- Mamma, de Guido Brignone (1941)
- Confessione, de Flavio Calzavara (1941)
- Turbine, de Camillo Mastrocinque (1941)
- Oro nero, de Enrico Guazzoni (1942)